# Sidi Yahya Bni Zeroual
Sidi Yahya  Bni Zero (franska: Sidi Yahya  Bni Zero (CR), Sidi Yahya  Bni Zero (Commune Rurale), arabiska: عين معطوف) är en kommun i Marocko.   Den ligger i provinsen Taounate och regionen Fès-Meknès, i den nordöstra delen av landet, 180 km öster om huvudstaden Rabat. Antalet invånare är 14 930.